# Кружиловка
Кружиловка (укр. Кружилівка) — село в Краснодонском районе Луганской области Украины. Де факто — с 2014 года населённый пункт контролируется самопровозглашённой Луганской Народной Республикой.
Входит в Пархоменковский сельский совет.

## География
Село расположено на правом берегу Северского Донца, по руслу которого к северу и востоку от населённого пункта проходит граница Украины и России. Соседние населённые пункты: сёла Давыдо-Никольское (ниже по течению Северского Донца) на юге, Ивановка, Водоток, Огульчанск на юго-западе, Хорошилово, Пархоменко, Новокиевка (выше по течению Северского Донца) на западе.

## История
В XVIII в. около современного села в балках Кружилка, Довга, Морозова и Крута над Донцом существовали зимовки запорожских козаков, которые относились к Кальмиусской паланке Войска Запорожского низового.
По данным на 1859 год в казёном селе Новобожедаровка (Кружилка) Славяносербского уезда Екатеринославской губернии проживало 1209 человек (278 мужчин та 297 женщин), насчитывалось 78 домовых хозяйств, была православная церковь, завод и переправа через реку Северский Донец.
По состоянию на 1886 год в селе Макаро-Яровской волости проживало 489 особ, насчитывалось 90 дворов, была православная церковь и церковная лавка, проводились 2 ярмарки в год.

## Население
Население по переписи 2001 года составляло 199 человек, из них 51.26% указали родным языком украинский, 47,74% — русский, а 1% — другой.

## Архитектура
В селе располагается старинная постройка — Свято-Никольский храм. Местные жители утверждают, что ему больше 300 лет. Совершались попытка отреставрировать храм, но работа была остановленна — в крыше нашли застрявший неразорвавшийся снаряд.

## Исторические личности
С трёх лет вместе с родителями в селе Божедаровка жил будущий украинский поэт Н. Ф. Чернявский, где его отец служил священником. Учился Николай в соседней Митякинской станице. Судьба его дальше сложилась так, что семья Чернявских была вынужденна покинуть край, но забыть его поэт так и не смог. Не смог забыть про реки, степя, лес, меловые белые горы, «де бувало хлопцем тут сидів», де «все той же краєвид широкий» писал Николай Фёдорович всю свою жизнь.

## Общие сведения
Почтовый индекс — 94453. Телефонный код — 6435. Занимает площадь 2,303 км². Код КОАТУУ — 4421486604.

## Местный совет
94450, Луганская обл., Краснодонский р-н, с. Пархоменко, ул. Ленина, 12а; тел. 99-2-34